# اسپیره کانادایی
اسپیره کانادایی (نام علمی: Spiraea hypericifolia) مترادف (نام علمی: Spiraea crenata) نام یک گونه از سرده اسپیره است.

## نگارخانه

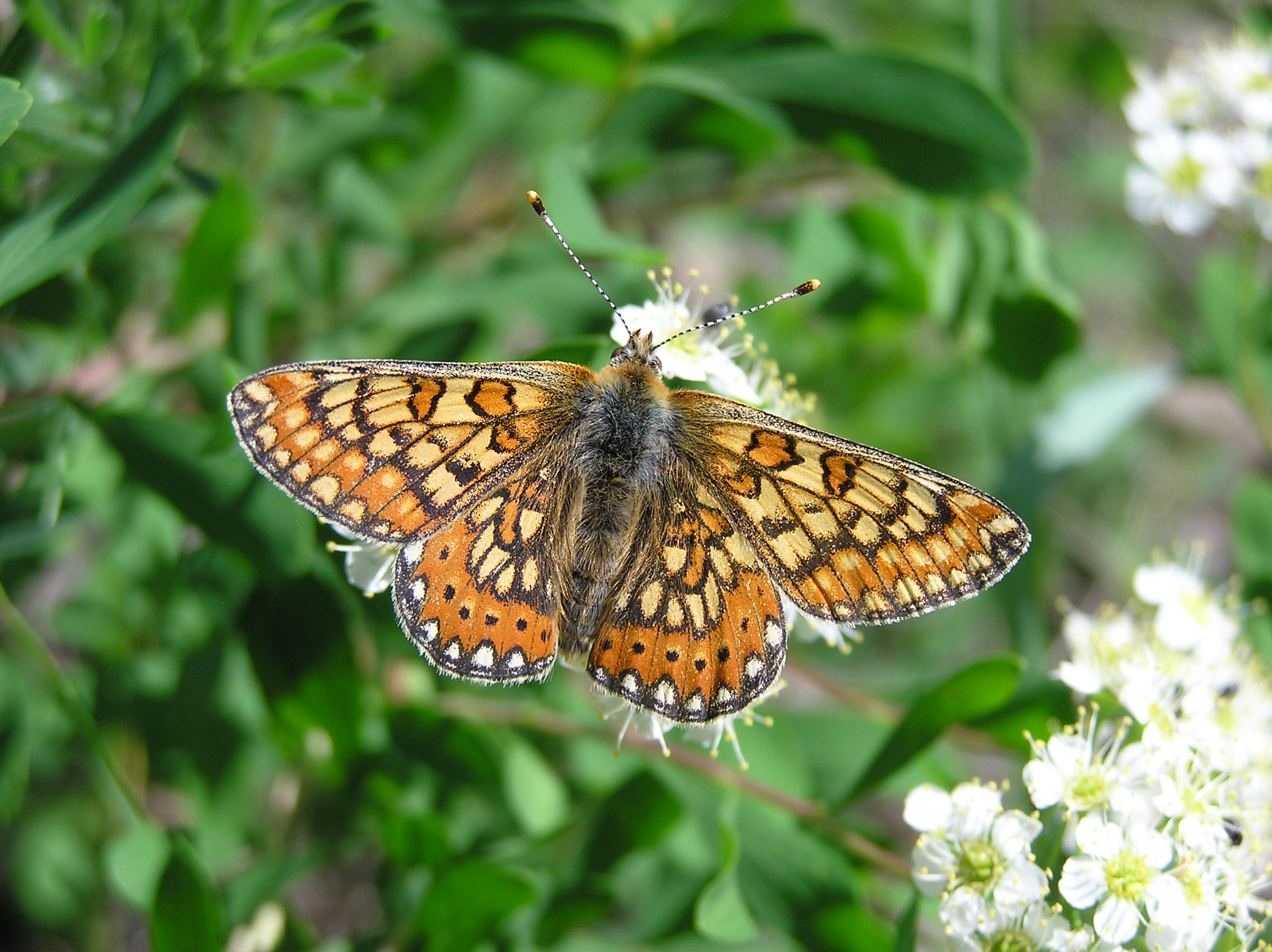
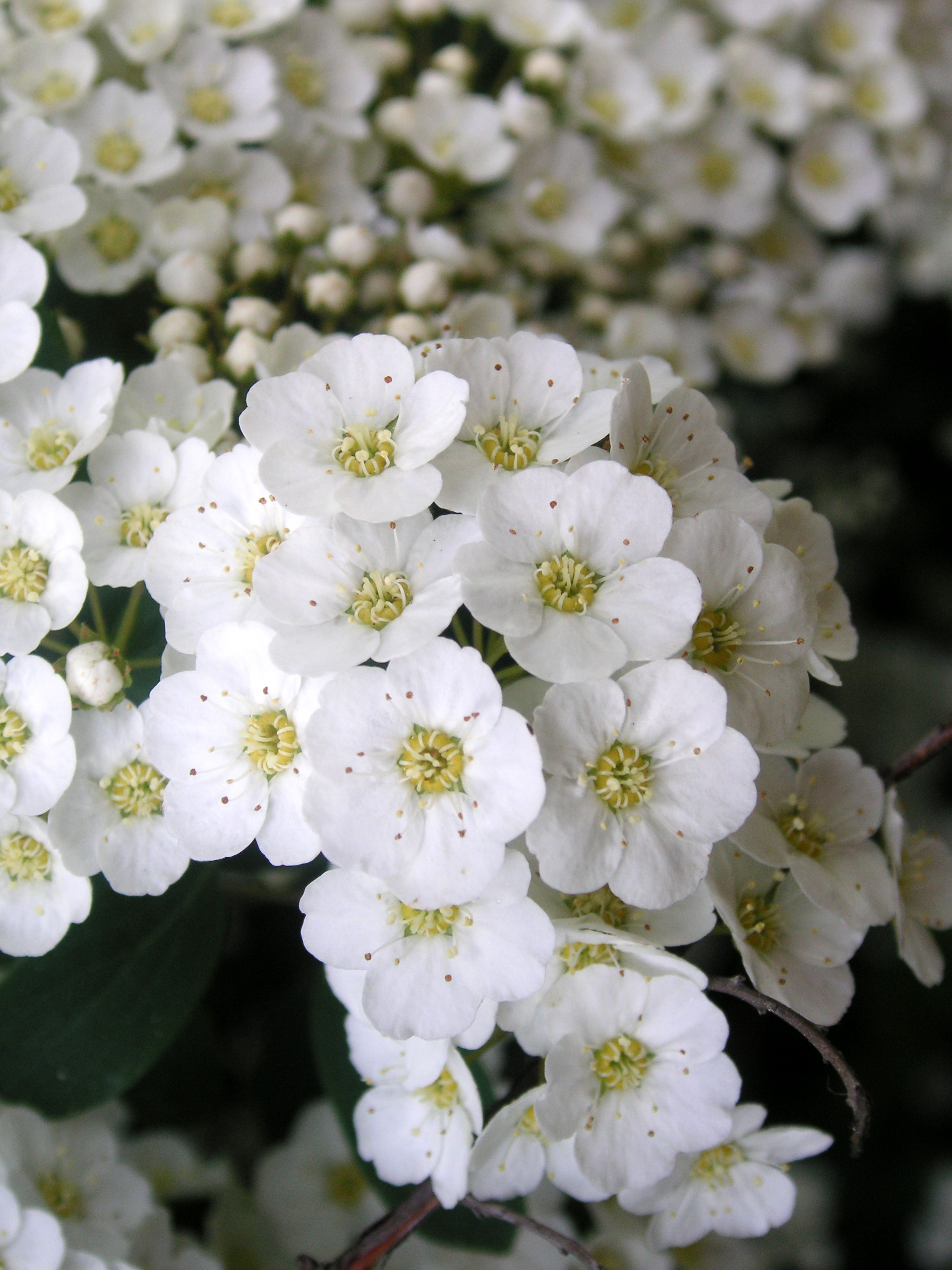
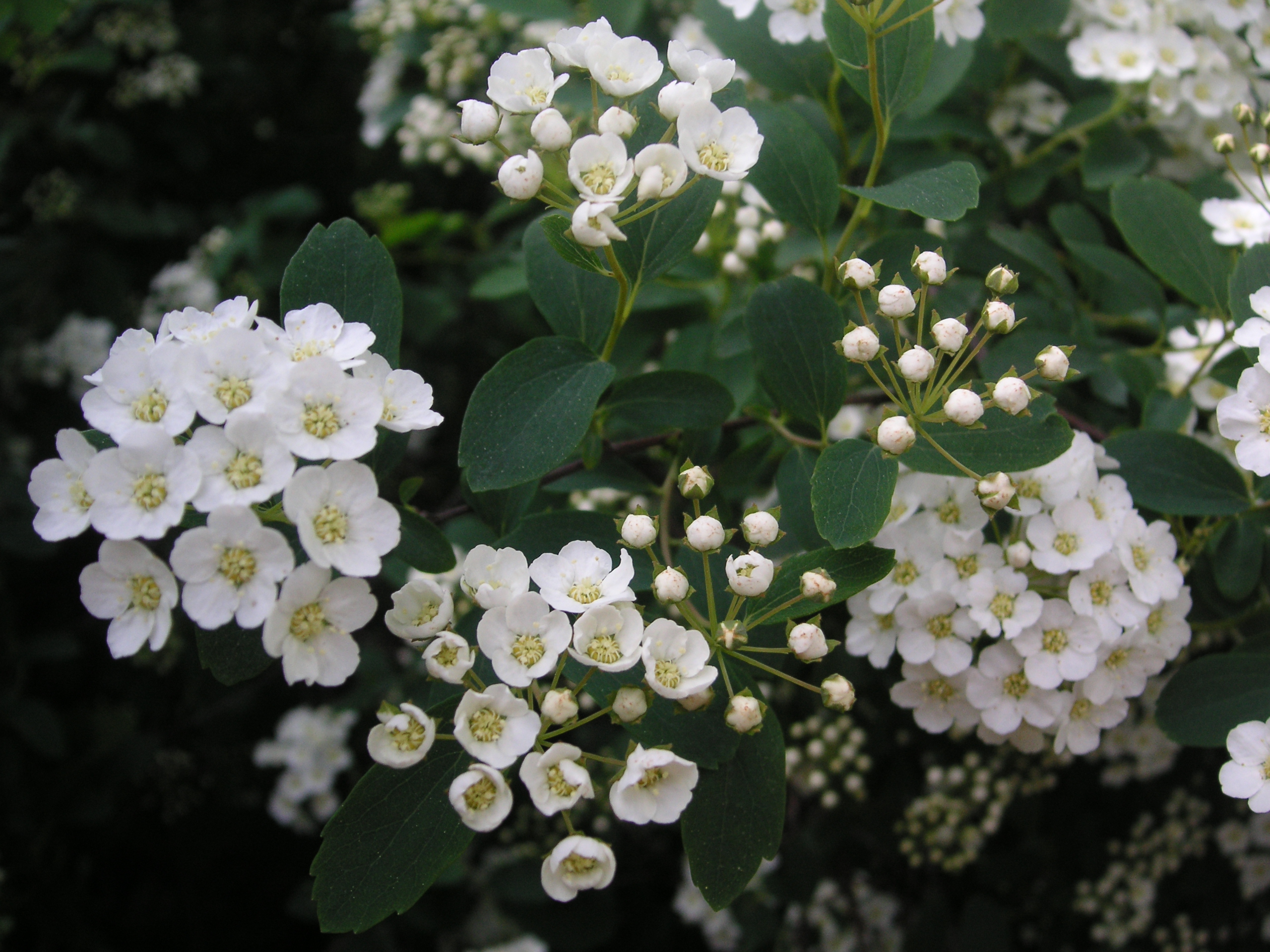
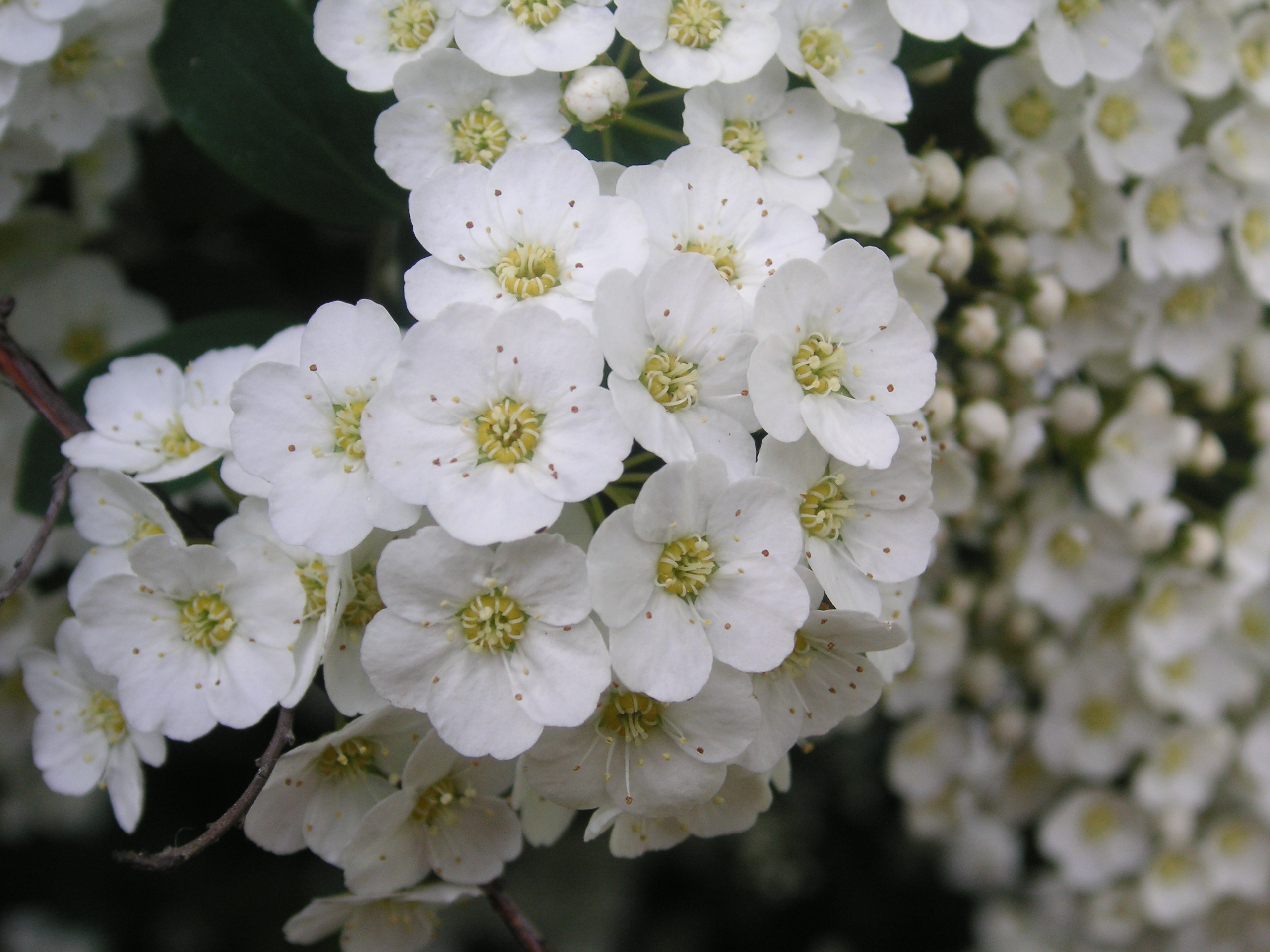